# Ayahi Takagaki
Ayahi Takagaki (高垣 彩陽 Takagaki Ayahi?, Tokio, Japón, 25 de octubre de 1985) es una actriz, seiyū  y cantante japonesa. Es miembro del grupo musical Sphere.
Sus primeros papeles principales como actriz de voz, iniciaron en el 2007, año en el que interpretó a Jasmine en el anime Deltora Quest y a Lucia Nahashi, en la serie Venus Versus Virus.
Su carrera musical comenzó en abril de 2009, con su interpretación de los temas de apertura de la serie de anime First love limited. Asimismo, durante aquel mes, debutó, junto a otras tres actrices de voces, en el grupo musical Sphere, con el sencillo "Future Stream".

## Roles

### Anime
2006
- Ouran High School Host Club -—Tsubaki Kamigamo

2007
- Baccano! -—Silvye Lumiere
- Da Capo II -— Asakura Otome
- Deltora Quest -— Jasmine[2]
- Mobile Suit Gundam 00 -— Feldt Grace
- Venus Versus Virus -— Lucia Nahashi
- Kenkō Zenrakei Suieibu Umishō -— Asami Oyamada, Karenna Nanjō
- Toward the Terra -— Artella
- Jigoku Shōjo Futakomori -— Kitazaki
- Kodomo no Jikan (OVA) -— Chika Aoki[3]

2008
- Special A -— Yamamoto Megumi, Yuki-pon[4]
- Mobile Suit Gundam 00 Second season-— Feldt Grace
- True Tears -— Noe Isurugi
- Kyō no Go no Ni -— Kawai Tsubasa[5]
- Allison to Lillia -— Megmica Strauski[6]
- Itazura na kiss -— Mari Horiuchi
- Pokemón: Diamond & Pearl -— Kylie[7]
- Skip beat! -— Miya
- Macademi Wasshoi! -— Baltia
- Ayakashi -— Natsuhara
- Mokke -— Gouda
- Battle Spirits: Shounen Toppa Bashin -— Suiren
- Yozakura Quartet -— Mina Tatebayashi
- Jigoku Shōjo Mitsuganae -— Jun Moriyama
- Wagaya no Oinari-sama -— Shunta Hashimoto
- Inazuma Eleven -— Toko Zaizen[8]

2009
- Chrome Shelled Regios -— Nina Antalk
- Kyō no Go no 2: Takarabako -— Kawai Tsubasa[9]
- Fight Ippatsu! Jūden-chan!! -— Alesta Blanket[2]
- Phantom: Requiem for the Phantom -— Ein
- Sasameki Koto -— Sumika Murasame
- Sora no Otoshimono -— Mikako Satsukitane[10]
- Inazuma Eleven -— Toko Zaizen
- Canaan -— Nene
- Zan Sayonara Zetsubou Sensei -— Oora Kanako[11]
- Kobato -— Haruka
- Sora no Manimani -— Miki Makita, Sayuri Minami
- Yumeiro Patissiere -— Reiko-sensei
- Zoku Natsume Yūjin-Chō -— Sui[12]
- Maria-sama ga Miteru cuarta temporada-— Miyuki

2010
- Durarara!! -— Erika Karisawa[13]
- The Qwaser of Stigmata -— Ayana Minase
- Hanamaru Kindergarten -— Hiiragi
- Transformes Animated -— Arcee, Teletran I
- Occult Academy -— Ami Kuroki
- Densetsu no Yūsha no Densetsu -— Ferris Eris
- Mitsudomoe -— Mitsuba Marui
- Durarara!! Specials -— Erika Karisawa
- Asobi ni Iku yo! -— Ichika
- Sora no Otoshimono -— Mikako Satsukitane
- Mobile Suit Gundam 00 The Movie: Awakening of the Trallblazer -— Feldt Grace
- Inazuma Eleven -— Toko Zaizen

2011
- Ao no exorcist -— Kuro
- Sora no Otoshimono the movie: The Angeloid of Clockwork-— Mikako Satsukitane
- Chihayafuru -— Taichi Mashima (niño)
- No. 6-— Ann
- Mitsudomoe Zōryōchū-— Mitsuba Marui
- Mobile Suit Gundam AGE-— Decil Galette
- Beelzebub -— Kouta Kunieda, Nene Omori, Misako-sensei, Hidetora Toujou, Laymia[1]
- Inazuma Eleven GO -— Kurama Norihito
- Manyuu Hikenchou -— Kyōka Manyuu
- Nekogami Yaoyorozu -— Yurara Makuragi
- Sket dance -— Kyouko Nanba
- Kamisama Dolls -— Moyako Somaki
- Un-Go -— Motoko Tanimura
- Softenni -— Shiki Nishioka
- Pokemón La película: Negro—Victini y Reshiram y Blanco—Victini y Zekrom-— Mogoryuu
- Air Gear: Kuro no Hane to Nemuri no Mori - Break on the Sky (OVA) -— Konomi Nijou[14]
- Kodomo no Jikan (OVA) -— Chika Aoki
- Ao no exorcist Kuro no Iede (Special) -— Kuro

2012
- Danshi Kōkōsei no Nichijō – Hermana de Tadakuni
- Natsuiro Kiseki – Saki Mizukoshi
- Senki Zesshō Shinfogia – Chris Yukine
- Inazuma Eleven GO Chrono Stone – Kurama Norihito, Manto, Tasuke
- Tari Tari – Wakana Sakai
- Nekogami Yaoyorozu: Ohanami Ghostbusters (OVA) – Yurara Makuragi
- Natsuiro Kiseki: 15-kaime no Natsuyasumi (OVA) – Saki Mizukoshi
- Sword Art Online – Lisbeth/Rika Shinozaki
- Fate/Zero Second Season – Shirley
- Cardfight!! Vanguard Season 2: Asia Circuit – Takuto Tatsunagi
- Ao no Exorcist Gekijouban– Kuro[15]
- Ao no Exorcist. Ura Ex (Special) – Kuro[16]

2013
- Arata Kangatari -— Kotoha
- Arata Kangatari Picture Drama (Special) -— Kotoha
- Hakkenden: Eight Dogs of the East -— Hamaji
- Kami nomi zo Shiru Sekai -— Yui Goido, Mars
- Photo Kano -— Yūko Uchida
- Senki Zesshō Symphogear G -— Chris Yukine
- Silver Spoon -— Tamako Inada
- Inazuma Eleven GO Galaxy -— Mizukawa Minori, Lalaya Obies
- Yūsha ni Narenakatta Ore wa Shibushibu Shūshoku o Ketsui Shimashita -— Herself
- Non Non Biyori -— Honoka Ishikawa
- Koitabi: True Tours Nanto -— Aoi Shindou
- Log Horizon -— Henrietta
- Gaist Crusher -— Luminella Hotaru
- Chihayafuru 2 -— Rion Yamashiro
- Sekai de Ichiban Tsuyoku Naritai! -— Jumbo Yamamoto
- Yozakura Quartet ~Hana no Uta~ -— Mina Tatebayashi
- Yozakura Quartet: Tsuki ni Naku -— Mina Tatebayashi
- Cardfight!! Vanguard Season 3: Link Joker -— Takuto Tatsunagi
- Magi: The Kingdom of Magic -— Myron Alexius
- Sanjougattai Transformers Go! -— Tobio Fuuma

2014
- Inazuma Eleven GO Galaxy -— Seren Melvil, Despina Laks
- Blade & Soul -— Dan Roana
- Kuroshitsuji: Book of Circus -— Doll/Freckles
- Sora no Otoshimono Final: Eternal My Master -— Mikako Satsukitane
- Gundam Reconguista in G -— Manny Anbasada, Nobell
- Sword Art Online II -— Lisbeth/Rika Shinozaki
- Spo-chan Taiketsu: Youkai Daikessen -— Jin
- Tokyo Ghoul -— Itori
- Terra Formars (OVA) -— Zhang Ming-Ming
- Log Horizon Season 2 -— Henrietta
- Akatsuki no Yona -— Son Hak (niño)[17]
- Girlfriend (Kari) -— Tsugumi Harumiya

2015
- Durarara!!x2 Shou -— Erika Karisawa
- Durarara!!x2 Shou: Watashi no Kokoro wa Nabe Moyou -— Erika Karisawa
- Tokyo Ghoul √A -— Ayato Kirishima
- Magic Kaito 1412 -— Megumi Furuhata
- JoJo's Bizarre Adventure: Stardust Crusaders -— Mariah
- Dog Days -— Farine
- Vampire Holmes -— Kira, Christina[1]
- Jewelpet: Magical Change -— Larimer
- Re-Kan! -— Yuuki Inoue
- Symphogear GX -— Chris Yukine
- Denoa Kyoushi -— Tim Berners Lynn
- Plastic Memories -— Sarah
- Durarara!!x2 Ten -— Erika Karisawa
- Ushio to Tora -— Jun Moritsuna

2016
- Norn 9 -— Mikoto Kuga
- Gate: Jieitai Kanochi nite Kaku Tatakaeri 2nd Season -— Arpeggio El Lelena
- Haruchika -— Makoto Yamanobe
- Durarara!!x2 Ketsu -— Erika Karisawa
- Neko mo, Onda-ke -— Natsuko Onda, Sachiko Onda
- Fukigen na Mononokean -— Zenko Fujiwara
- Ushio & Tora 2nd Season -— Jun Moritsuna
- Beyblade: Burst -— Daina Kurogami
- Gintama°: Aizome Kaori-hen (OVA) -— Hotaru

2017
- Sword Art Online The Movie: Ordinal Scale -— Lisbeth/Rika Shinozaki[2]
- Ao no Exorcist: Kyoto Fujouou-hen -— Kuro
- Fukumenkei Noise-— Miou Suguri
- Senki Zesshō Symphogear AXZ -— Chris Yukine
- Two Car -— Hitomi Iseki
- Kirakira PreCure a la Mode -— Crystal Bunny
- Land of the Lustrous -— Jade
- Garo: Vanishing Line -— Meifang
- Kuroneko (ONA) -— Bon, Pocchan[18]

2018
- Nanatsu no Taizai: Revival of The Commandments -— Derierrie
- Yamato 2202: Ai no Senshi-tachi Rengoku-hen -— Saki Toudou[19]

2019
- Kakegurui XX -— Sumika Warakubami[20]
- Star Twinkle PreCure -— Kaede Amamiya
- Senki Zesshō Symphogear XV -— Chris Yukine
- Fukigen na Mononokean Tsuzuki -— Zenko Fujiwara[21]
- Chihayafuru 3 -— Yamashiro Rion

2021
- IDOLY PRIDE - Aoi Igawa
- Log Horizon: Destruction of the Round Table - Henrietta

2022
- Akiba Maid Sensō - Cafe Manager
- Urusei Yatsura - Ryuunosuke Fujinami

### Videojuegos[22]
2012
- Inazuma Eleven Strickers[23]-— Bela Buebells, Malphas, Claire Leasnow/Clear, Karen Ripton/Krypto, Kim Powell/Kiburn, Victoria Vanguard/Tori
- Inazuma Eleven 2: Tormenta de fuego/ Ventisca eterna[23] -— Victoria Vanguard/Tori
- Phantom of Inferno -— Ein

2014
- Inazuma Eleven Go: Luz/Sombra -— Michael Ballzack, Shunsuke Aoyama/Shun, Harrold Houdini (niño)[24]

2015
- Inazuma Eleven Go Chrono Stones: Llamarada/Trueno -— Michael Ballzack, Katsu

2017
- Horizon Zero Dawn (Japón) -— Aloy

2018
- Spider-Man (Japón) -— Felicia Hardy/Black Cat

### Live action
- Sucker Punch -— Amber (Doblaje Japonés)

## Discografía

### Solo[25]
2013
| #  | Título de canción  |
| -- | ------------------ |
| 1  | Overture           |
| 2  | Soprano (ソプラノ) |
| 3  | Meteor Light       |
| 4  | 光のフィルメント   |
| 5  | 共鳴のうた         |
| 6  | Be with you        |
| 7  | Brand New Smile    |
| 8  | 月のなみだ         |
| 9  | Sound of Mind      |
| 10 | 君がいる場所       |
| 11 | Bright             |
| 12 | 夢のとなり         |
| 13 | たからもの         |
| 14 | わたしだけの空     |

### Sphere
2009
| #  | Título de canción           | Título en japonés   |
| -- | --------------------------- | ------------------- |
| 1  | Future Stream               | Future Stream       |
| 2  | Hontou dakara komarunda     | 本当だから困るんだ  |
| 3  | PRINCESS CODE               | PRINCESS CODE       |
| 4  | Treasures!!                 | Treasures!!         |
| 5  | Kimi no Sora ga Hareru made | 君の空が晴れるまで  |
| 6  | Rakugaki Dictionary         | らくがき Dictionary |
| 7  | Dangerous Girls             | Dangerous Girls     |
| 8  | Dream Sign                  | Dream Sign          |
| 9  | Super Noisy Nova            | Super Noisy Nova    |
| 10 | Joyful x Joyful             | Joyful x Joyful     |
| 11 | Sayonara SEE YOU            | サヨタラ SEE YOU    |
| 12 | A.T.M.O.S.P.H.E.R.E         | A.T.M.O.S.P.H.E.R.E |

2011
| #  | Título de canción     | Título en japonés        |
| -- | --------------------- | ------------------------ |
| 1  | Spring is Here        | Spring is Here           |
| 2  | Now loading... SKY!!  | Now loading... SKY!!     |
| 3  | Kimi ga Taiyou        | キミが太陽               |
| 4  | REALOVE:REALIFE       | REALOVE:REALIFE          |
| 5  | Congratulations!!     | Congratulations!!        |
| 6  | Tenohira ni Yume      | 手のひらに夢             |
| 7  | Kaze wo Atsumete      | 風をあつめて             |
| 8  | Katte na Seichouki    | かってな成長期           |
| 9  | MOON SIGNAL           | MOON SIGNAL              |
| 10 | By my Pace!!          | By my Pace!!             |
| 11 | Brave my heart        | Brave my heart           |
| 12 | Climax Whistle        | クライマックスホイッスル |
| 13 | Musou Record          | 夢奏レコード             |
| 14 | Niji wo Kakeru Melody | 虹を駆ける旋律           |

2012
| #  | Título de canción   | Título en japonés   |
| -- | ------------------- | ------------------- |
| 1  | LET・ME・DO!!       | LET・ME・DO!!       |
| 2  | Hazy                | Hazy                |
| 3  | Planet Freedom      | Planet Freedom      |
| 4  | Hello, my Love      | Hello, my Love      |
| 5  | Non stop road       | Non stop road       |
| 6  | Stop Motion         | Stop Motion         |
| 7  | New Eden            | New Eden            |
| 8  | HIGH POWERED        | HIGH POWERED        |
| 9  | Feathering me, Y/N? | Feathering me, Y/N? |
| 10 | 虹色の約束          | 虹色の約束          |
| 11 | 明日への帰り道      | 明日への帰り道      |
| 12 | GO AHEAD!!          | GO AHEAD!!          |

2017
| #  | Título de canción              | Título en japonés            |
| -- | ------------------------------ | ---------------------------- |
| 1  | SPHERE-ISM                     | SPHERE-ISM                   |
| 2  | CHANCE!                        | CHANCE!                      |
| 3  | vivid brilliant door!          | vivid brilliant door!        |
| 4  | Miracle Shooter                | Miracle Shooter              |
| 5  | & SPARKLIFE                    | & SPARKLIFE                  |
| 6  | Ippun ichibyou Kimi to Boku no | 一分一秒君と僕の             |
| 7  | LOST REASON                    | LOST REASON                  |
| 8  | Ai ni Deai Koi wa Tsuzuku      | 愛に出会い恋は続く           |
| 9  | Yuudachi no Kakera             | 夕立ちの欠片                 |
| 10 | Imagination wa Owaranai        | イマジネーションは終わらない |
| 11 | My only place                  | My only place                |
| 12 | DREAMS, Count down!            | DREAMS, Count down!          |
| 13 | Jounetsu CONTINUE              | 情热CONTINUE                 |
| 14 | Kimi Omou Sora                 | キミ想う旋律（そら）         |

### Discos compartidos
2008
| #  | Título de canción  | Cantante                   |
| -- | ------------------ | -------------------------- |
| 1  | そのままの僕で     | Eufonius                   |
| 2  | No reason?         | Aira Yūki                  |
| 3  | 宝箱               | Saori Atsumi               |
| 4  | 空回りのエアメール | Kukui                      |
| 5  | New Days           | Hikaru Nanase (Masumi Itō) |
| 6  | Angel on Tree      | Eufonius                   |
| 7  | 透明な羽根で       | Ayahi Takagaki             |
| 8  | True love song     | Yozuca*                    |
| 9  | Harmonia           | Rita                       |
| 10 | アブラムシの歌     | Ayahi Takagaki             |

2009
| #  | Título de canción              | Cantantes                                                                           |
| -- | ------------------------------ | ----------------------------------------------------------------------------------- |
| 1  | Misaki Meguri                  | Mina                                                                                |
| 2  | Taiyou ga kureta Kisetsu       | Hayami Saori, Mina, Takagaki Ayahi, Hoshi Souichirou, Suzuki Tatsuhisa              |
| 3  | Senshi no Kyuusoku             | Hoshi Souichirou                                                                    |
| 4  | Yuke! Yuke! Kawaguchi Hiroshi! | Kamon Tatsuo                                                                        |
| 5  | Natsuiro no Nancy              | Nomizu Iori                                                                         |
| 6  | Furimukuna kimi ha Utsukushii  | Hayami Saori, Nomizu Iori, Mina, Takagaki Ayahi, Hoshi Souichirou, Suzuki Tatsuhisa |
| 7  | Wild Seven                     | Hoshi Souichirou, Suzuki Tatsuhisa                                                  |
| 8  | Hatsukoi                       | Hayami Saori, Takagaki Ayahi                                                        |
| 9  | Bokura no Diary                | Suzuki Tatsuhisa, Takagaki Ayahi                                                    |
| 10 | Champion                       | Hoshi Souichirou, Fujita Saki                                                       |
| 11 | Akai Hana Shiroi Hana          | Hayami Saori                                                                        |
| 12 | Haru Ichiban                   | Hayami Saori, Nomizu Iori, Mina                                                     |

2010
| # | Título de canción                     | Cantantes                      |
| - | ------------------------------------- | ------------------------------ |
| 1 | CHARGE!                               | Fukuhara Kaori, Takagaki Ayahi |
| 2 | Onegai Sweetheart (お願い Sweetheart) | Fukuhara Kaori                 |
| 3 | EleC TriCk                            | Hirano Aya                     |
| 4 | BouNce BaCk                           | Fukuhara Kaori                 |
| 5 | TeC=NoloGy                            | Takagaki Ayahi                 |
| 6 | EleC TriCk Latin Drive edit           | -                              |
| 7 | BouNce BaCk Power Drive edit          | -                              |
| 8 | TeC=NoloGy Sunny Drive edit           | -                              |

| #  | Título de canción                 | Cantantes        |
| -- | --------------------------------- | ---------------- |
| 1  | Chikuchiku B Tic                  | Hoshi Soichirou  |
| 2  | BGM I: Toukou Fuukei              | -                |
| 3  | Kimi ni Chop!!!                   | Mina             |
| 4  | BGM II: Migite ni Juu             | -                |
| 5  | Neo=Frontier Spirit               | Suzuki Tatsuhisa |
| 6  | BGM III: Jungle Gym               | -                |
| 7  | Princess 37564                    | Takagaki Ayahi   |
| 8  | BGM IV: Fushigi ni Michita Sekai  | -                |
| 9  | Hansoku Metarmophose              | Fujita Saki      |
| 10 | BGM V: Uranus Queen~Uranus System | -                |
| 11 | Yurushite sweet heart             | Nomizu Iori      |
| 12 | BGM VI: Arigatou                  | -                |
| 13 | Fallen Down                       | Hayami Saori     |

| #  | Título de canción                     | Cantante                                                      |
| -- | ------------------------------------- | ------------------------------------------------------------- |
| 1  | Egao Narabete                         | Shindou Kei, Takagaki Ayahi, MAKO                             |
| 2  | Kigurumi Wakusei                      | Takagaki Ayahi                                                |
| 3  | Kusa no Yubiwa Hana no Kanmuri        | Hazuki Erino                                                  |
| 4  | Hatsudou!! Love Beam                  | Shindou Kei                                                   |
| 5  | Ano ne Kite ne                        | MAKO                                                          |
| 6  | Heart no Housoku                      | Hirota Shion                                                  |
| 7  | Kuro Neko no Jazz                     | Hino Satoshi, Hirota Shion                                    |
| 8  | Nadeshiko Romance                     | Ise Mariya                                                    |
| 9  | Kokutou Drop                          | Hazuki Erino, Saitou Chiwa                                    |
| 10 | Boku no Wasuremono                    | Hino Satoshi                                                  |
| 11 | Yes, we Can!!                         | Mizuhara Kaoru, Wakabayashi Naomi                             |
| 12 | Sekai de Ichiban                      | Shidou Kei, Honna Youko                                       |
| 13 | Yasashii Hidamari                     | Hazuki Erino                                                  |
| 14 | Panda Neko Taisou Minna de Issho ver. | Shindou Kei, Takagaki Ayahi, MAKO, Hino Satoshi, Hazuki Erino |
| 15 | Aozora Triangle TV-SIZE               | Shindou Kei, Takagaki Ayahi, MAKO                             |

| # | Título de canción       | Cantante       |
| - | ----------------------- | -------------- |
| 1 | Namida no Kioku         | Eufonius       |
| 2 | Katagoshi no Sora       | Eufonius       |
| 3 | Mou Hitotsu no Sora     | Takagaki Ayahi |
| 4 | Ame no Yoru Niji no Asa | Nazuka Kaori   |
| 5 | Aikotoba                | Iguchi Yuka    |

| #  | Título de canción                   | Cantantes                        |
| -- | ----------------------------------- | -------------------------------- |
| 1  | Yumemiru Sekai ga Hajimaru tomorrow | Kotobuki Minako                  |
| 2  | first love                          | Yoshida Mayumi                   |
| 3  | Hop, Step, Full Full Jump!          | Shintani Ryouko                  |
| 4  | Futatsuiro                          | Kitamura Eri                     |
| 5  | Fushigi... Naze ka na?              | Matsuki Miyu                     |
| 6  | Hello my Love                       | Koshimizu Ami                    |
| 7  | Saikyou Love Link                   | Gotou Yuuko                      |
| 8  | White out                           | Takagaki Ayahi                   |
| 9  | Pink Days                           | Toyosaki Aki                     |
| 10 | Nagareboshi Kirari                  | Chihara Minori                   |
| 11 | Yume he Tsuduku Tabiji              | Morinaga Rika                    |
| 12 | Dokomade mo Anata to Isshoni        | Nakahara Mai                     |
| 13 | TWINS YELL                          | Kuwatani Natsuko, Tomatsu Haruka |

| #  | Título de canción            | Cantantes                                                                                           |
| -- | ---------------------------- | --------------------------------------------------------------------------------------------------- |
| 1  | Kaeru kara (piano version)   | Blue Drops                                                                                          |
| 2  | COSMOS                       | Hayami Saori                                                                                        |
| 3  | Kakemeguru Seishun           | Mina, Takagaki Ayahi                                                                                |
| 4  | Miracle Guy                  | Fukuhara Kaori                                                                                      |
| 5  | ff (fortissimo)              | Mina                                                                                                |
| 6  | Soldier in the Space         | Hoshi Souichirou, Suzuki Tatsuhisa]                                                                 |
| 7  | Kaerazaru Hi no tameni       | Hoshi Souichiru, Hayami Saori, Mina, Suzuki Tatsuhisa, Takagaki Ayahi, Nomiru Iori, Fukuhara Kaori] |
| 8  | Odoriko                      | Hayami Saori, Takagaki Ayahi                                                                        |
| 9  | Natsu no Ojousan             | Nomizu Iori                                                                                         |
| 10 | Boukyou no Tabi              | Hoshi Souichirou, Fujita Saki                                                                       |
| 11 | Kaeru kara (guitar version)  | Blue Drops                                                                                          |
| 12 | Jidai okure no Koibito tachi | Hayami Saori, Nomizu Iori, Fukuhara Kaori                                                           |

2011
| #  | Título de canción                      | Cantantes                        |
| -- | -------------------------------------- | -------------------------------- |
| 1  | Ring my bell                           | Hoshi Soichirou                  |
| 2  | Drama 1 "Akachan ni Natta Tomoki       |                                  |
| 3  | Naisho no Kajitsu -Eu Te Amo-          | Hayami Saori                     |
| 4  | Drama 2 "Geisha Asobi"                 |                                  |
| 5  | Ai wo Ageru                            | Toyosaki Aki                     |
| 6  | Drama 3 "Top Idol Sohara"              |                                  |
| 7  | Run! Run! Sprinter                     | Mina, Nomizu Iori                |
| 8  | Drama 4 "Astrea Satsurikusu"           |                                  |
| 9  | Fool In The Labyrinth                  | Fukuhara Kaori                   |
| 10 | Drama 5 "Tent no Chika no Shintairiku" |                                  |
| 11 | Onigokko Rhapsody                      | Suzuki Tatsuhisa, Takagaki Ayahi |
| 12 | Drama 6 "Harlem END"                   |                                  |
| 13 | Not Mote Otoko Fuyu Keshiki            | Hoshi Soichirou                  |

### Sencillos
2010
- "Kimi ga Iru Bash" -— Ending Seikimatsu Occult Gakuin
- "TeC=NoloGy"-— Fight Ippatsu! Juuden-chan!
- "Princess 37564" -— Sora no Otochimono
- "Kugurumi Wakusei" -— Hanamaru Youchien
- "Mou Hitotsu no Sora" -— True Tears

2012
- "Meteor Light" -— Ending Senki Zesshō Symphogear[31]
- "Tsuki no Namida" -— Juzaengi: Engetsu Sangokuden